# Cerro Pizarro
Cerro Pizarro är ett berg i Mexiko.   Det ligger i kommunen Tepeyahualco och delstaten Puebla, i den sydöstra delen av landet, 180 km öster om huvudstaden Mexico City. Toppen på Cerro Pizarro är 3 071 meter över havet, eller 639 meter över den omgivande terrängen. Bredden vid basen är 4,0 kilometer.
Terrängen runt Cerro Pizarro är kuperad åt nordväst, men åt sydost är den platt. Runt Cerro Pizarro är det ganska glesbefolkat, med 38 invånare per kvadratkilometer. Närmaste större samhälle är Francisco I. Madero, 17,6 km öster om Cerro Pizarro. Omgivningarna runt Cerro Pizarro är en mosaik av jordbruksmark och naturlig växtlighet.